# Bệnh nám da

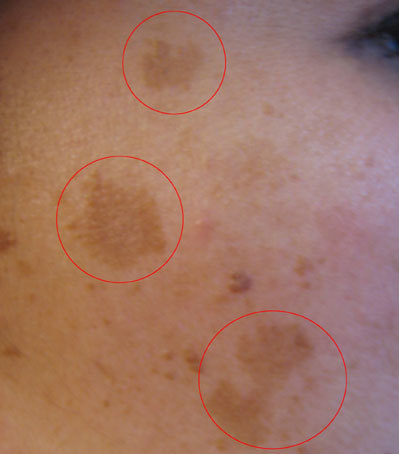
Mặt của phụ nữ bị nám da

Nám da là hiện tượng xuất hiện những mụn đỏ trên bề mặt da mặt thường trên má và mũi. Những mụn đỏ này lâu dần sẽ chuyển sang màu vàng thâm hay hơi nâu trên khuôn mặt. Tuy không mấy ảnh hưởng đến sức khỏe nhưng bệnh nám da lại được rất nhiều phụ nữ quan tâm bởi nó ảnh hưởng đến sắc đẹp và gây phiền toái mất tự tin cho phụ nữ.

## Cách nhận biết nám da
Rối loạn chuyển hóa sắc tố da thường xuất hiện ở má, trán, mũi. Khi ra nắng nám thường đậm màu hơn. Các vùng da, đặc biệt da mặt có màu nâu vàng, nâu đậm không đồng nhất, xuất hiện thành từng chấm nhỏ hoặc thành từng đám sậm màu. Các vị trí hay tiếp xúc với ánh nắng mặt trời như mặt, cổ, cánh tay... là các vị trí thường hay bị nám da. Đặc biệt là nám da trên mặt thường đối xứng hai bên.
Nám da được phân thành 3 loại và có cách nhận biết khác nhau. Do đó, để nhận biết nám da bạn hãy lưu ý những dạng nám sau:
Nám mảng (nám nông, nám biểu bì): loại có chân nám nông, thường ở lớp biểu bì với màu sắc khá nhạt
Nám đốm (nám chân sâu, nám chân đinh): có màu sẫm hơn, xuất hiện từng đốm nhỏ. Nếu soi da có thể thấy chân nám nằm sâu dưới lớp hạ bì của dạ.
Nám hỗn hợp: là xuất hiện cả nám từng mảng và nám đốm, điều trị phức tạp hơn.

## Nguyên nhân
Có rất nhiều nguyên nhân gây nám da có thể kể tới, nhưng có thể chia ra thành hai nguyên nhân chính sau.

### Từ bên trong cơ thể
- Do di truyền.
- Do sự thay đổi nội tiết: mang thai, mãn kinh, rối loạn kinh nguyệt,...
- Do giới tính: Tình trạng ở nữ giới thường cao gấp 9 lần so với nam giới.
- Mắc các bệnh phụ khoa mãn tính như viêm tử cung, viêm phần phụ, các bệnh về gan, giun sán, sốt rét. Di chứng sau điều trị các bệnh ngoài da vùng mặt để lại.
- Do tâm trạng, tâm lý tinh thần, trạng thái tinh thần căng thẳng kéo dài.

### Từ yếu tố bên ngoài
- Do chế độ ăn uống, nghỉ ngơi, sinh hoạt không hợp lý.
- Do sử dụng thuốc, mỹ phẩm không đúng cách.
- Do sử dụng thuốc tránh thai thời gian dài.
- Do tác động của môi trường bên ngoài như ánh nắng mặt trời, khói bụi, ô nhiễm,...

## Cách phòng chống
- Tránh tiếp xúc trực tiếp với ánh nắng mặt trời đặc biệt vào giờ cao điểm: từ 10h đến 15h chiều.
- Tránh để tinh thần căng thẳng lâu ngày, nên ngủ mỗi ngày từ 7 – 8h, dành thời gian thư giãn, tập thể dục thường xuyên.
- Xây dựng chế độ ăn uống hợp lý, bổ sung nhiều vitamin từ hoa quả và rau xanh để tăng sức đề kháng cho làn da từ bên trong.
- Hạn chế sử dụng các loại mỹ phẩm làm trắng da, chống nám da, chỉ có tác động tức thời. Bởi những loại này có chứa nhiều chất tẩy mạnh, lúc mới dùng sẽ tẩy trắng da, làm đẹp da, nhưng dùng thời gian lâu, càng ngày lớp da bị bào mòn, sẽ xuất hiện lớp da non. Khi đó, bạn đi nắng nhiều rất dễ bị nám. Ngoài ra, trong kem có lượng nhỏ thủy ngân, nếu dùng lâu dài sẽ gây ra teo da, dẫn đến hiện tượng nám da vĩnh viễn.
- Tăng cường sức khỏe, sức đề kháng cho da từ bên ngoài bằng việc chăm sóc da với các sản phẩm nguồn gốc thiên nhiên có tác dụng phục hồi và bảo vệ làn da.

## Cách điều trị
Khi bị nám việc đầu tiên là đi khám bác sĩ chuyên môn để xác định đúng nguyên nhân gây nám thì mới có thể điều trị hết nám. Tuy cơ thể chúng ta có khả năng tự điều chỉnh, tự giải độc chữa trị cho các rối loạn ở da nhưng cần tuân thủ những chỉ định điều trị cùng một chế độ sinh hoạt, bổ sung dinh dưỡng hợp lý khoa học để phục hồi sức khỏe da từ bên trong và tăng sức đề kháng bảo vệ làn da từ bên ngoài.
- Điều chỉnh chế độ ăn uống: Bổ sung các loại thực phẩm tốt cho da và cho cơ thể, ăn nhiều rau và hoa quả. Cung cấp cho cơ thể các chất như vitamin C, Beta carotene, vitamine E,... Uống nhiều nước, ngủ đủ giấc,... Cần tránh các thức ăn cay nóng làm xung huyết da, các loại rượu, bia, ...
- Lột da mặt: Có thể sử dụng một vài phương pháp lột da mặt. Tuy nhiên biện pháp này không được khuyên dùng bởi biện pháp lột da trị nám là phá hủy tế bào biểu bì tạo hắc tố bề mặt ẩn dưới lớp biểu bì. Nhưng một số tế bào biểu bì tạo hắc tố có thể nằm sâu hơn mức axit có thể thâm nhập. Kết quả là các tế bào này sẽ bám vào các tế bào khác để truyền sắc tố. Các nốt nám lại xuất hiện trở lại. Ngoài ra, phương pháp lột da đòi hỏi một chế độ phòng ngừa nghiêm ngặt trong vòng vài tháng. Nếu bạn không kiêng cữ được da bạn có thể rơi vào tình trạng nám vĩnh viễn.
- Dùng kem trị nám da có độ kích ứng nhẹ.
- Sử dụng các sản phẩm thiên nhiên làm giảm nám, tăng sức khỏe cho làn da.